# Campbell Grayson
Pour les articles homonymes, voir Grayson.
Campbell Grayson, né le 4 mars 1986 à Auckland, est un joueur professionnel de squash représentant la Nouvelle-Zélande. Il atteint en février 2020 la 24e place mondiale sur le circuit international, son meilleur classement. Il est champion de Nouvelle-Zélande à deux reprises en 2010 et 2012.

## Biographie
Il commence le squash à l'âge de neuf ans en parallèle avec le tennis et le rugby et remporte tous les titres de champion national dans les catégories de jeune. Il se retire du circuit professionnel en septembre 2020.

## Palmarès

### Titres
- Houston Open : 2012
- Championnat de Nouvelle-Zélande : 2 titres (2010, 2012)

### Finales
- Australian Open : 2016